# Dia de Santa Luzia na Suécia

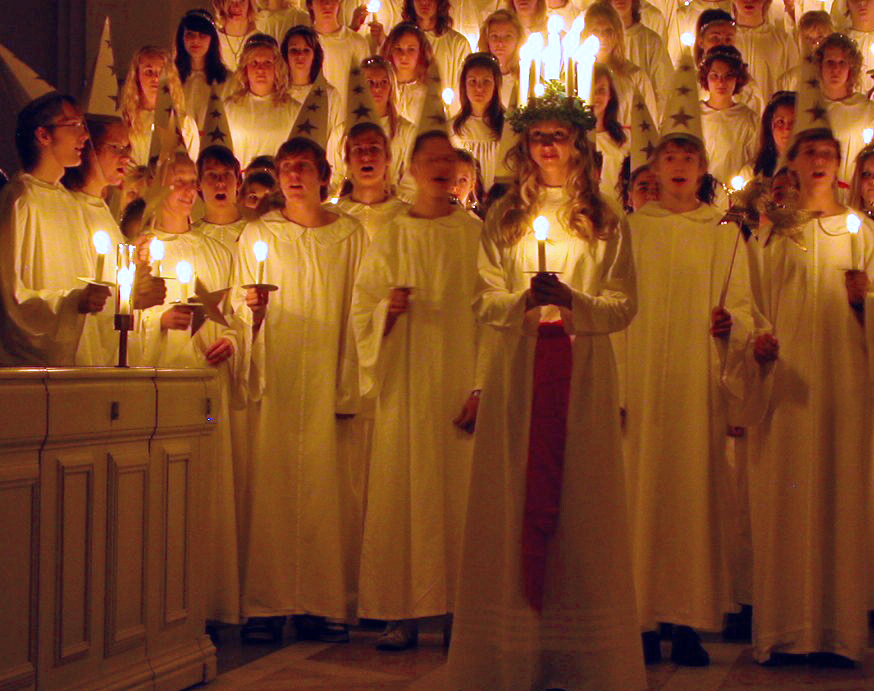
Celebração da Lucia numa igreja sueca

O Dia de Santa Luzia ou Dia de Santa Lúcia (em sueco: Lucia;  PRONÚNCIA) é uma festividade tradicional celebrada anualmente em 13 de dezembro na Suécia.

Com raízes medievais nórdicas, a atual tradição é oriunda da Alemanha, tendo sido introduzida no país por volta do séc. XVIII, estando registada sobretudo nas províncias do Oeste da Suécia, com presença mais forte na Västergötland e na Värmland.

É celebrada nas igrejas, nas escolas, nas associações, nas casa de idosos e nos locais de trabalho, incluindo frequentemente uma pequena procissão (luciatåg), encabeçada por uma jovem vestida de branco com uma coroa de velas na cabeça (lussebruden), entoando cantos tradicionais, acompanhados por distribuição de café, sumo, vinho quente condimentado (glögg), bolinhos de açafrão (lussekatt) e bolachas de gengibre (pepparkaka).

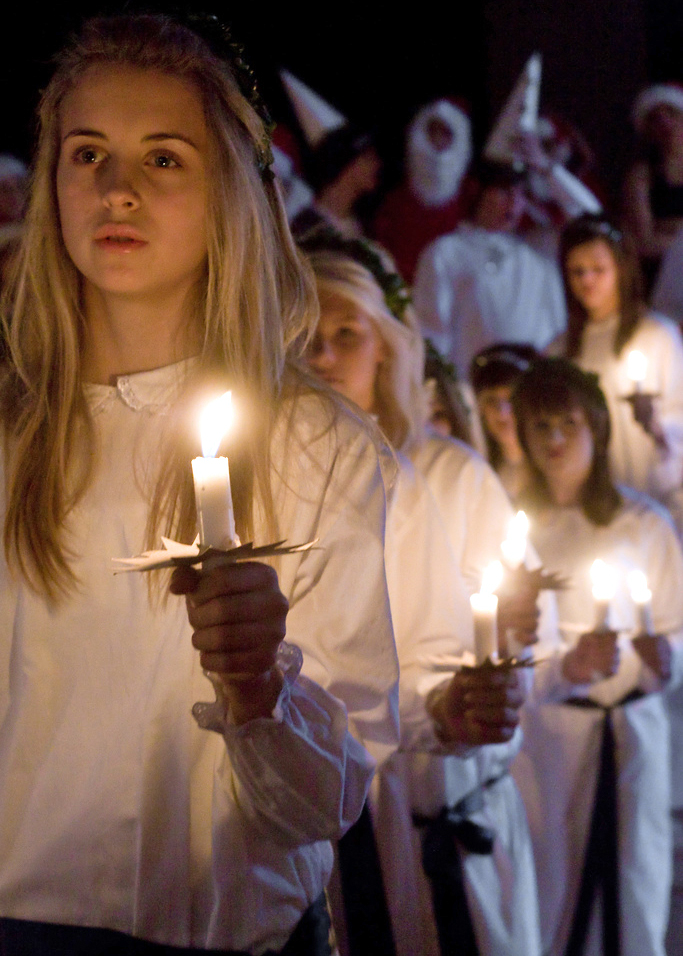
Procissão de Lucia Luciatåg
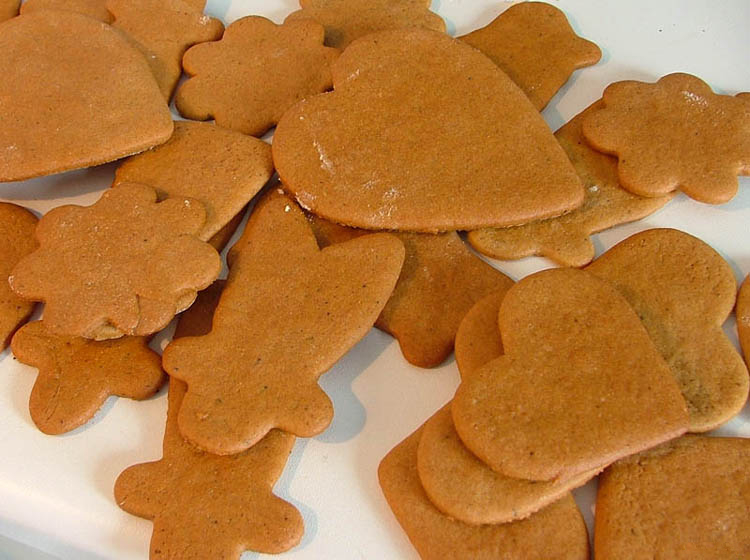
Bolachas de gengibre Pepparkaka
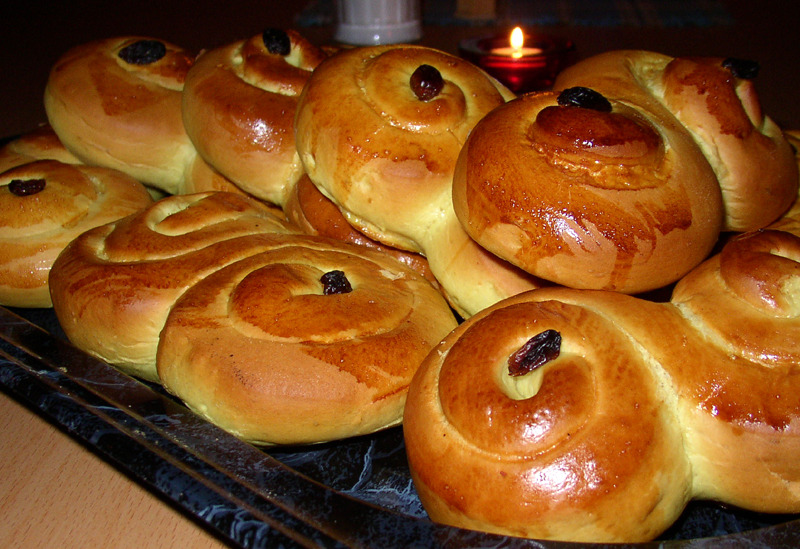
Bolinhos de açafrão Lussekatt
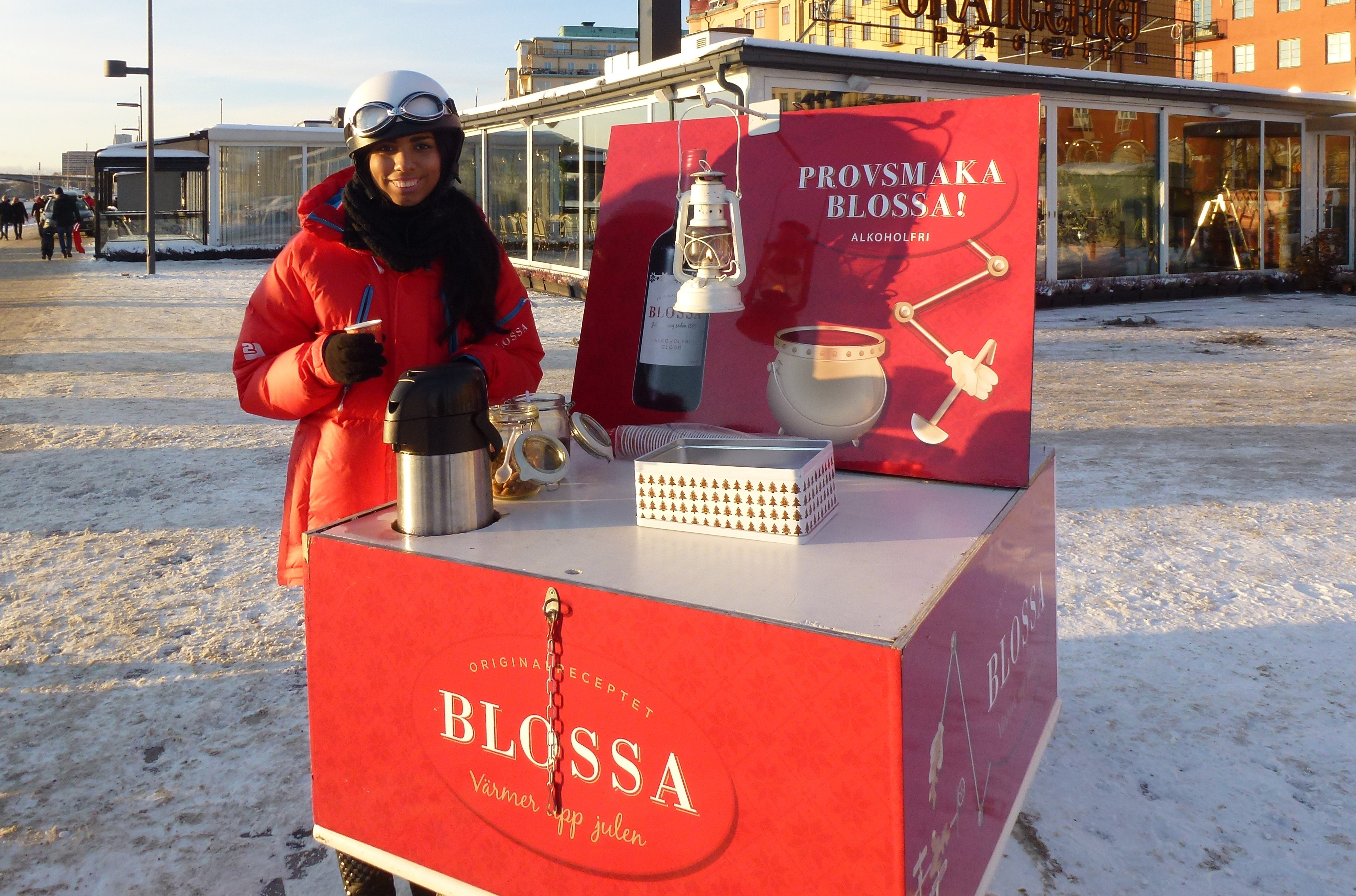
Vinho quente condimentado, ao ar livre Glögg